# Marzena Kościelniak
Marzena Kościelniak (ur. 28 grudnia 1989) – polska lekkoatletka, płotkarka.

## Kariera
Mistrzyni Polski w różnych kategoriach wiekowych, w tym m.in. złota medalistka w biegu na 400 metrów przez płotki podczas seniorskich mistrzostw kraju (2010). Wielokrotnie reprezentowała Polskę na międzynarodowych zawodach, jednak bez większych sukcesów, odpadła w eliminacjach mistrzostw Europy juniorów (bieg na 100 m przez płotki, 2007), mistrzostw świata juniorów (bieg na 100 m przez płotki, 2008) oraz młodzieżowych mistrzostw Europy (bieg na 400 m przez płotki, 2009). Swój debiut na międzynarodowej imprezie seniorskiej (mistrzostwa Europy – Barcelona 2010) zakończyła na półfinałowym biegu na 400 metrów przez płotki. Na tym samym dystansie zajęła 8. miejsce podczas młodzieżowych mistrzostw Europy (Ostrawa 2011), podczas tych zawodów była także 4. w sztafecie 4 x 400 metrów.

## Rekordy życiowe
- bieg na 400 m przez płotki – 56,52 (2010)
- bieg na 100 m przez płotki – 13,72 (2010)